# Blackwing BW 600
Le Blackwing BW 600 est un ULM multiaxe et light sport aircraft produit par Blackwing Sweden à Eslöv en Suède.

## Histoire
Blackwing Sweden est fondé par Niklas Anderberg en 2011. Le Blackwing BW 600 FG vole pour la première fois en 2015. L'appareil est un ULM multiaxe biplace en fibre de carbone motorisé par un Rotax 912 iS. Il est doté d'un train tricycle fixe (FG pour Fixed Gear), d'une hélice tripale à pas variable et d'un parachute balistique. La cabine mesure 121 cm de large.
Le Blackwing BW 600 RG apparaît en 2017. Il est doté d'un train rentrant (RG pour Retractable Gear). Le Blackwing BW 635 RG apparaît en 2019. Il est motorisé par un Rotax 915 iS et a une masse maximale de 600 kg pour la catégorie light sport aircraft.
Les Blackwing BW 600 RG et BW 635 RG détiendront temporairement le record de vitesse par un ULM dans la catégorie RAL2T avec respectivement 389,55 km/h en 2020 et 413,28 km/h en 2022.
Ces records de vitesse seront battus par l'Aerotech Innovation Risen.
Blackwing Sweden a construit une usine de 3000 m2 sur l'aéroport de Landskrona (ESML) en 2022 et 2023. Cette nouvelle usine est opérationnelle en 2024.
Le Blackwing BW 650 RG est présenté à AERO Friedrichshafen en 2024. Il est motorisé par un Rotax 916 iS. Ses ailes sont plus courtes et optimisées afin d'atteindre une vitesse de croisière de 370 km/h.

## Modèles

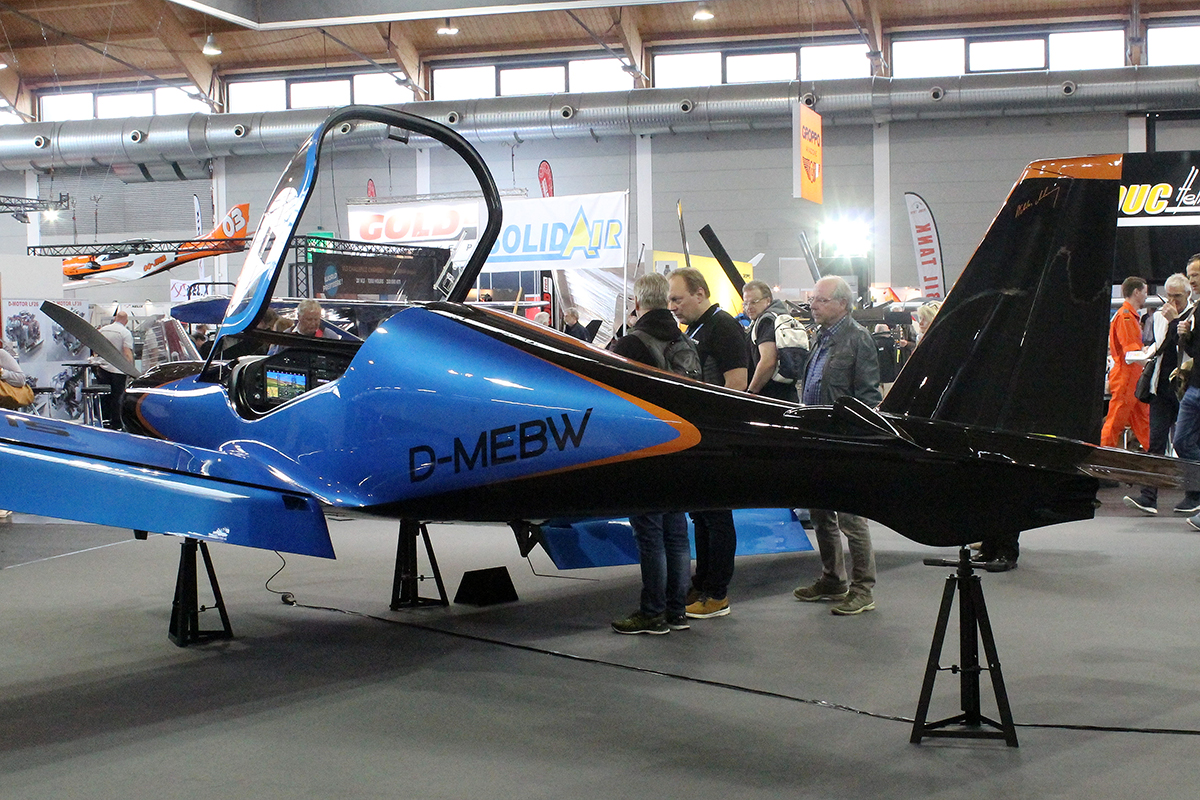
Blackwing BW 635 RG

BW 600 FG
ULM multiaxe, Rotax 912 iS, masse maximale de 472,5 kg, vitesse de croisière de 135 kt (250 km/h), train fixe, 2015. Ce modèle n'est plus produit.
BW 600 RG
ULM multiaxe, Rotax 912 iS, masse maximale de 472,5 kg, vitesse de croisière de 150 kt (278 km/h), train rentrant, 2017.
BW 635 RG
Light sport aircraft, Rotax 915 iS, masse maximale de 600 kg, vitesse de croisière de 185 kt (343 km/h), train rentrant, 2019.
BW 650 RG
Light sport aircraft, Rotax 916 iS, masse maximale de 600 kg, vitesse de croisière de 200 kt (370 km/h), train rentrant, 2024.